# François Crombez
François Xavier Ghislain Crombez (Doornik, 21 juli 1829 - Brussel, 29 januari 1870) was een Belgisch volksvertegenwoordiger.

## Biografie

### Familie
Jhr. François Crombez, telg uit de familie Crombez, was een van de vijf zoons van Benoît Crombez (1785-1854), die in 1826 adelserkenning verkreeg, en de Doornikse Henriette Lefèbvre (1790-1873). Hij was een broer van jhr. Louis Crombez, burgemeester van Doornik en volksvertegenwoordiger.
Hij trouwde in 1855 met Elise Verheyden (1834-1895). Ze kregen drie kinderen.
- Henri Crombez (1856-1941), burgemeester van Taintignies, senator en volksvertegenwoordiger, trouwde in 1886 in Londen met Désirée Leclercqz (1862-1927). Ze kregen een zoon en een dochter, met afstammelingen tot heden. Ze waren de schoonouders van graaf Charles de Romrée de Vichenet, ambassadeur. Hij hertrouwde in 1896 met Désirée Lullayer (°1862). Ze kregen een dochter, maar zonder nakomelingen.
- Isabelle Crombez (1858-1911), schrijfster en salonnière, trouwde in 1878 met markies Séraphin de La Baume-Pluvinel (1846-1883), Frans diplomaat, broer van Aymar de La Baume Pluvinel, Frans astronoom. Het huwelijk bleef kinderloos.

### Loopbaan
Crombez werd gemeenteraadslid en schepen van Taintignies (1861-1868) en provincieraadslid van Henegouwen (1866-1870).
In 1856 werd hij liberaal volksvertegenwoordiger voor het arrondissement Doornik en oefende dit mandaat uit tot in 1861. Zijn broer Louis volgde hem op.